# El Guacamayo
El Guacamayo  es un municipio del departamento de Santander, Colombia, forma parte de la provincia Comunera. Tiene bajo su jurisdicción el centro poblado: Santa Rita del Opón.

## Historia
Municipio fundado por el Pbro. Juan Soleri, sacerdote de la comunidad Salesiana que hacia 1950 tenía una obra en este Municipio. Inicialmente es  corregimiento del municipio de la Aguada pero en el año 1932 se convirtió en Municipio.

## Geografía
Se encuentra dentro del área protegida y de manejo integrada de la serranía de los yariguies declarado parque nacional en el año de 2005. En el municipio se encuentra el cerro de Churrichurri que hace parte del parque nacional. La cabecera municipal se encuentra a 6º 14’ 56” N y a 73° 29’ 56” O.